# Личный штандарт Адольфа Гитлера

Штандарт

Личный штандарт Адольфа Гитлера (нем. Führerstandarte или Standarte des Führers) представлял собой квадратное красное знамя с чёрной свастикой на белом диске в центре венка из золотых дубовых листьев и четырёх нацистских орлов в углах. Он обычно указывал на присутствие Адольфа Гитлера на официальных мероприятиях и демонстрировался в форме поднятого флага, маленького автомобильного флага и т. д.
Гитлер ввёл штандарт после того, как в августе 1934 года умер президент Германии Пауль фон Гинденбург, что позволило ему упразднить президентскую должность и присвоить себе титул фюрера (лидера). Гитлер продемонстрировал этот флаг, когда он принял верховное командование вермахтом после навязанной им отставки Вернера фон Бломберга, военного министра и главнокомандующего вермахта, в 1938 году.
Персональные штандарты Гитлера изготавливались в различных размерах. Некоторые из них не поднимались, а вешались или демонстрировались в интерьерных местах, таких как оперный театр или в день съезда национал-социалистической партии. Штандарт также был выбит на чайных ложках из обеденных наборов бригады сопровождения фюрера (нем. Führerbegleitbrigade). Штандарт был похож на штандарт 1-й танковой дивизии «Лейбштандарт» СС имени Адольфа Гитлера (нем. 1. SS-Panzer-Division „Leibstandarte SS Adolf Hitler“ или LSSAH), но имел небольшие отличия. После того, как в 1945 году советские войска захватили одного из носильщиков знамени LSSAH, трофей был спутан со штандартом Гитлера на Параде Победы в Москве в том же году.

## Примеры использования

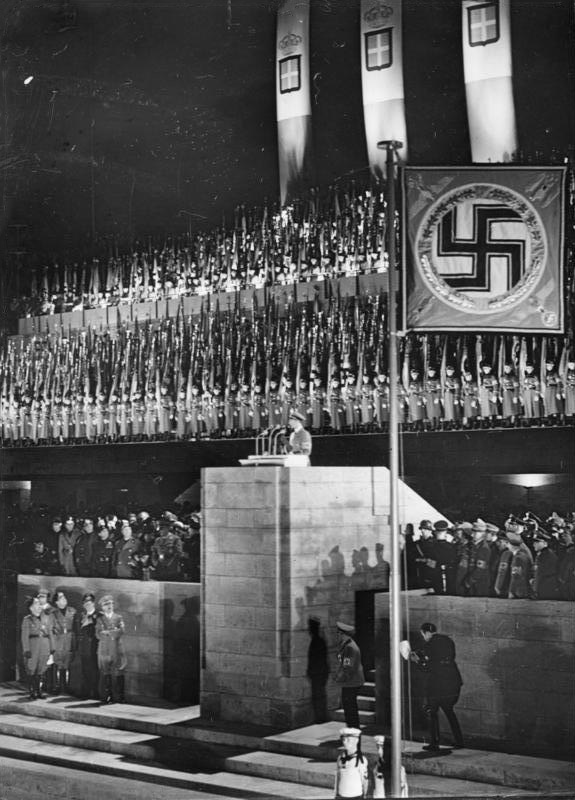
Берлин, 1937 год
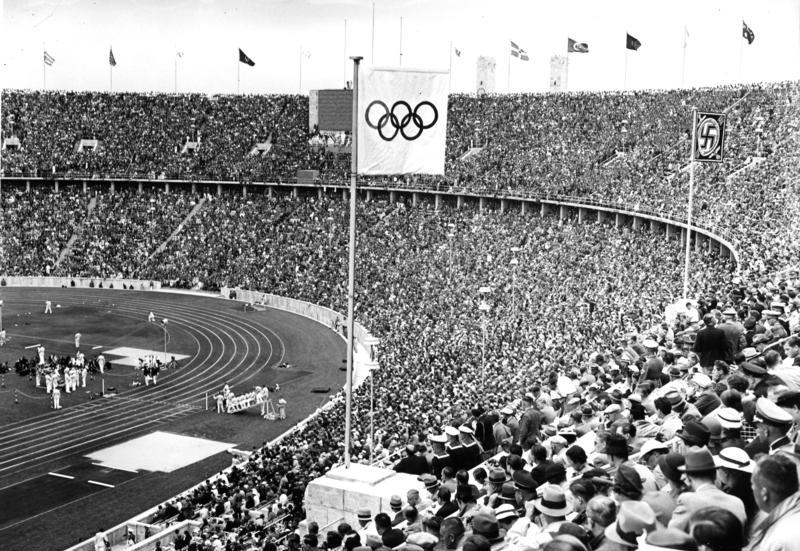
На Летних Олимпийских играх 1936 года, справа
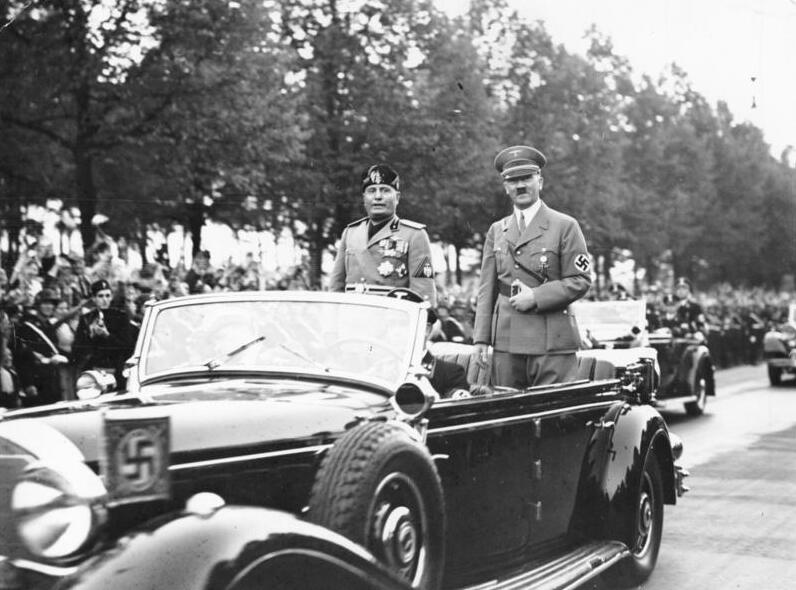
На машине
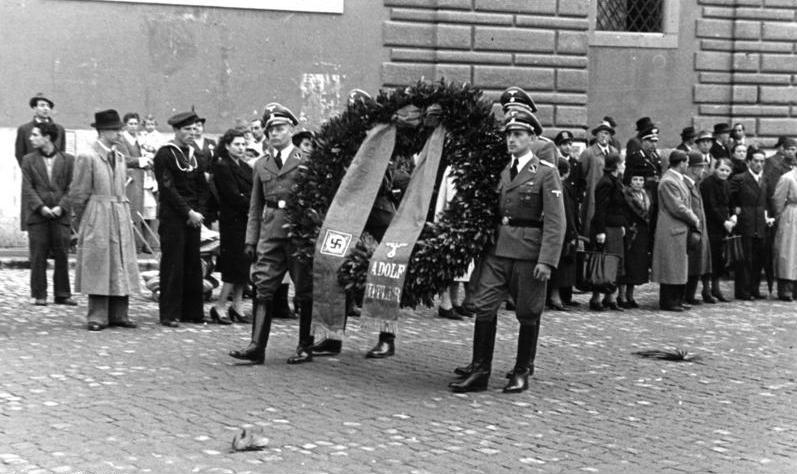
На погребальной ленте
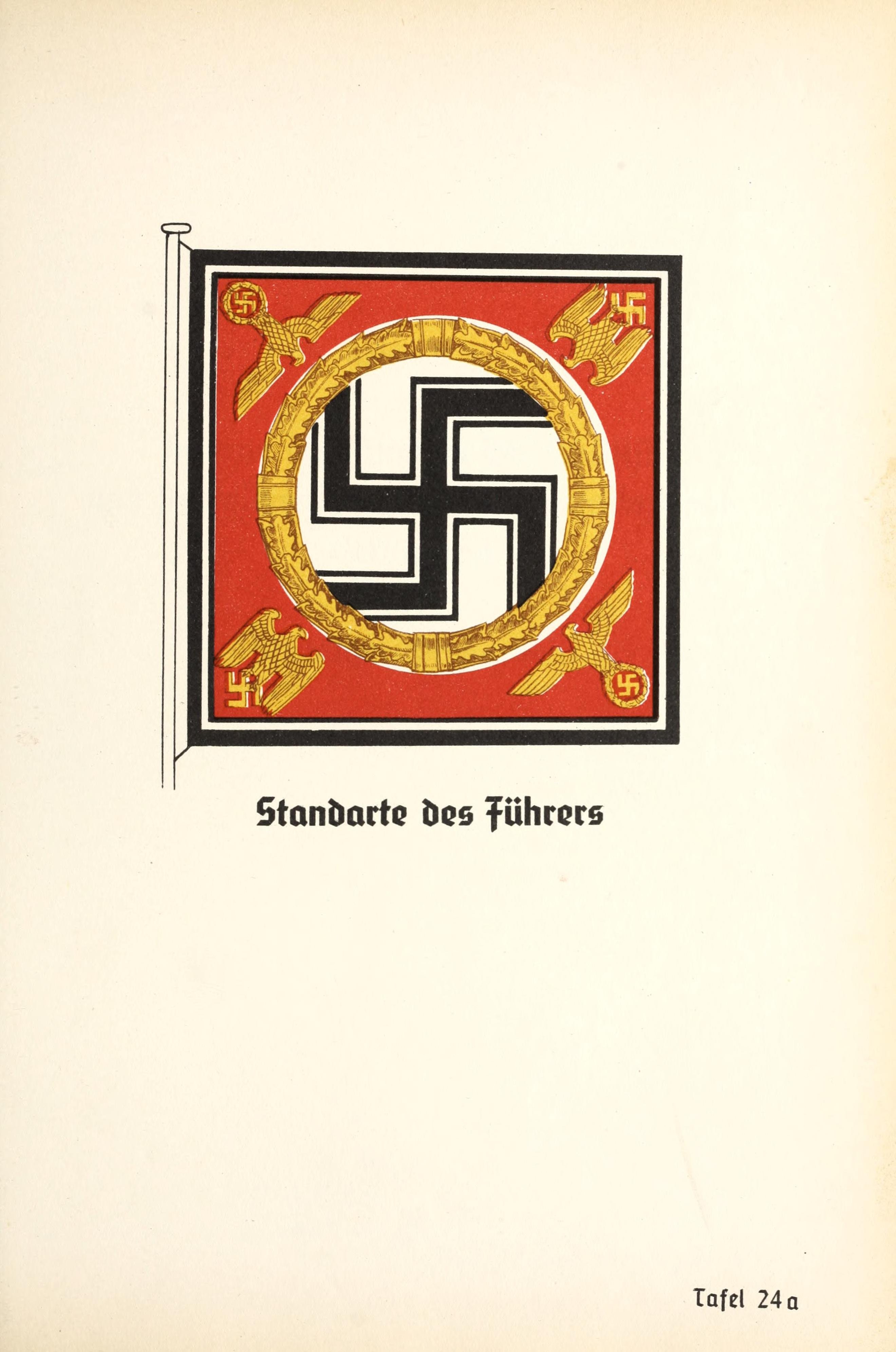
На обложке Организационной книги NSDAP, 1936 год